# 瑪傑特
瑪傑特（Majete）是埃塞俄比亞東北部阿姆哈拉州北施瓦地區的小鎮，座標10°44′N 39°50′E / 10.733°N 39.833°E。根據埃塞俄比亞中央統計局2005年人口普查的資料，瑪傑特人口約10,859，其中男性5,553人，女性5,306人。